# Килепалая листовая лягушка
Килепалая листовая лягушка (лат. Pristimantis terraebolivaris) — вид бесхвостых земноводных из семейства Strabomantidae.
Длина тела 31 мм. Отличается большими глазами, почти треугольной мордой с поднятой кожей вроде гребешков. Окраска спины светло-коричневого или красновато-коричневого цвета. Под глазом проходит широкая бежевая полоса. Брюхо немного светлее спины.
Обитает во влажных тропических горных лесах. Встречается на высоте от 300 до 1200 метров над уровнем моря. Держится на краю леса или в древесных завалах. Активна ночью. Питается мелкими беспозвоночными, на которых охотится в траве.
Самка откладывает яйца на земле, среди листьев. Вследствие прямого развития в яйцах, из них выходят сформированные лягушата.
Эндемик прибрежного хребта в Венесуэле.